# 제러미 브루드넬
제러미 알렉산더 로스웰 브루드넬(영어: Jeremy Alexander Rothwell Brudenell, 1960년 4월 2일 ~ )은 1980년대와 1990년대에 활동한 영국의 배우이다. 그는 제1대 마운트배튼오브버마 백작 루이 마운트배튼의 외손녀인 에드위나 힉스와 결혼했다가 이혼했다.